# Радянські табори для військовополонених
Радянські табори для військовополонених на території України — спеціально обладнані місця для примусового утримання полонених військовослужбовців, які існували на території України під час і після Другої світової війни.
На початку II світової війни єдиним чинним документом, що стосувався військового полону в СРСР, залишалося «Положення про військовополонених» 1931. Як і раніше, радянський уряд відмовлявся приєднуватися до чинної Женевської конвенції «Про утримання військовополонених» 1929.
Створення апарату, який би опікувався полоненими, та організація таборів для їхнього утримання почалися ще до вторгнення на територію західних регіонів України. Уже 15 вересня 1939 Генеральний штаб РСЧА віддав розпорядження про організацію у смузі Українського фронту пунктів для прийому військовополонених на залізничних станціях Ірша, Погребище, Хирівка і Хоробичі, а також табору-розподільника для прийому бранців у Путивлі. Згодом в УРСР було створено ще 5 приймальних пунктів (станції Олевськ, Шепетівка, Прикордонна, Волочиськ, Ярмолинці). Станом на 27 вересня 1939 через такі пункти на території УРСР пройшло понад 44 тис. осіб. За наказом наркома внутрішніх справ СРСР Л.Берії від 19 вересня 1939 було створено 8 стаціонарних таборів для військовополонених, із них 3 — на території УРСР — у Путивлі, Козельщині та Старобільську. Загалом утримання польських громадян у таборах для військовополонених на території СРСР як військовополонених не мало правових підстав, оскільки Польща і СРСР не оголошували один одному війну. Після завершення активних бойових дій було проведено фільтрацію бранців, зі звільненням більшості, однак 25 тис. продовжували використовувати на будівництві, підприємствах вугільної та металургійної промисловості. Є дані, що офіцерів зі Старобільського табору військовополонених розстріляли в Харкові. Протягом 1939—41 на території УРСР були облаштовані і діяли 9 стаціонарних приймально-пересильних і виробничих таборів для військовополонених та інтернованих, цей період був часом початку формування підвалин системи військового полону в СРСР.
На першому етапі війни з Німеччиною та її союзниками кількість військовополонених була незначною, вони переміщувалися одразу в глибокий тил.
Протягом 1943—45 на території УРСР було організовано 37 стаціонарних таборів для військовополонених, на початку 1946 існували 26 таких таборів, у складі котрих перебувало 263 табірні відділення з лімітною наповненістю понад 320 тис. військовополонених, на 1 січня 1948 реальна чисельність їхнього контингенту становила 201,5 тис. бранців військового полону (німців, громадян Австрії, угорців, румунів, японців та бранців інших національностей). Упродовж 1949 проводилася масова репатріація військовополонених та інтернованих, табірну мережу на території України було відчутно скорочено. Станом на 1 січня 1950 на території УРСР продовжували існувати 10 стаціонарних таборів для військовополонених, у складі 67-ми табірних відділень з лімітом понад 56 тис. осіб. Незважаючи на публікацію від 5 травня 1950 офіційного повідомлення ТАРС про те, що СРСР повністю завершив репатріацію військовополонених, близько 20 тис. осіб були затримані, піддані суду військового трибуналу за звинуваченням у скоєнні воєнних злочинів, шпигунстві, бандитизмі та залишені відбувати покарання в таборах до закінчення терміну, визначеного судом. Таким чином, формально військовополонених уже не було, лишалися тільки засуджені воєнні злочинці, колишні бранці війни. На початку 1951 в Україні ще діяли 3 режимні табори для засуджених військовополонених та інтернованих загальною чисельністю близько 4,5 тис. осіб. Наприкінці 1953 — на початку 1954 єдиною функцією цих таборів було забезпечення транзитного утримання репатрійованих контингентів.